# Rapid Vienne (handball)
La section handball du SK Rapid Vienne, se situe à Vienne en Autriche. 

## Palmarès
- Championnat d'Autriche  (4) : 1962-1963, 1963-1964, 1964-1965, 1966-1967